# Svening Alfred Larsson
Svening Alfred Larsson, i riksdagen kallad Larsson i Kroken, född den 20 februari 1856 i Åsenhöga i Jönköpings län, död den 5 mars 1933 i Timmele i Älvsborgs län, var en svensk lantbrukare och riksdagspolitiker (höger). Han var gift med Ida Charlotta Pettersdotter.
Larsson var i riksdagen ledamot av andra kammaren från 1915, invald i Älvsborgs läns södra valkrets. Han skrev 2 egna motioner dels om pension till en enskild individ och dels om borttagande av statsrevisorernas dagtraktamente vid resor.